# Kristian Thulesius
Johan Kristian Thulesius, född 6 december 1961 i Göteborg, är en svensk skådespelare. Han är verksam i Finland, där han är gift med Ylva Edlund och far till Onni Thulesius. 
Thulesius studerade vid Teaterhögskolan i Malmö 1982–1985. Han var anställd vid Wasa Teater 1986–1989, vid Västerbottensteatern 1989–1992, vid Chinateatern 1992–1993 och därefter vid Unga teatern i Esbo, där han med sin mångsidighet varit en av de starkaste krafterna inom teatern. Han sjunger med en vacker tenor, behärskar mimik, dans och instrument som trummor, klarinett och fiol. Han har utfört ett kvalitativt viktigt utbildningsarbete för Brages musikskola med ett antal kritikerrosade uppsättningar. Han har medverkat i merparten av Unga teaterns uppsättningar, bland annat Lille Prinsen, Örnen Örjan, Alfons Åberg, Mumintrollet och många fler. Han var en av sångarna på skivan På sätt och visa, visor av Kaj Chydenius och Ingrid Saaristo (2002). Han tilldelades Stina Krooks stipendium 1996.